# Dolmen du Bourg Neuf
Le dolmen du Bourg Neuf, appelé aussi dolmen du Prunay ou sépulture du Gros Perron, est un mégalithe situé à Tripleville  dans le département de Loir-et-Cher.

## Description
L'édifice est constitué d'une dalle de calcaire de Beauce de forme sub-trapézoïdale de 3,15 m de long sur 2,60 m de large, orientée nord-ouest/sud-est reposant directement sur le sol.